# Siarhiej Alejnik
Siarhiej Alejnik, biał. Сяргей Алейнік (ur. 28 stycznia 1965 w Mińsku) – białoruski dyplomata, minister spraw zagranicznych Białorusi w latach 2022–2024.

## Życiorys
W 1986 ukończył studia na Wydziale Języków Obcych w Państwowym Instytucie Pedagogicznym w Mińsku. Siedem lat później obronił doktorat w Akademii Dyplomatycznej MSZ Austrii. Po odzyskaniu przez Białoruś niepodległości w 1991 był m.in. szefem protokołu dyplomatycznego w MSZ. Od 2002 pełnił funkcję stałego przedstawiciela Białorusi przy Biurze ONZ, a w maju 2008 złożył listy uwierzytelniające Benedyktowi XVI rozpoczynając misję ambasadora swego kraju przy Stolicy Apostolskiej. Od tego czasu pozostawał również ambasadorem Republiki przy Zakonie Maltańskim. Od stycznia 2009 roku pełni funkcję wiceministra spraw zagranicznych; zachował jednak obie funkcje ambasadorskie.
W 2013 został mianowany ambasadorem Białorusi w Londynie. Jednocześnie zachował urzędy ambasadora przy Stolicy Apostolskiej i Zakonie Maltańskim. Odwołany z stanowisk ambasadora Białorusi w Wielkiej Brytanii i w Irlandii został 20 lipca 2020. 24 sierpnia 2020 mianowany wiceministrem spraw zagranicznych Białorusi. Funkcję sprawował do 13 grudnia 2022, kiedy to objął tekę ministra spraw zagranicznych Białorusi.
27 czerwca 2024 roku Alejnik został odwołany ze stanowiska Ministra Spraw Zagranicznych i mianowany członkiem Rady Republiki Zgromadzenia Narodowego Republiki Białorusi.

## Nagrody
- Medal „Za zasługi w pracy” (2015)[8].